# Гвельфы и гибеллины
Гве́льфы (итал. guelfi, нем. Guelfen / Welfen) — политическое течение в Италии XII—XVI веков, представители которого выступали за ограничение власти императора Священной Римской империи в Италии и усиление влияния папы римского. Получили название от Вельфов, герцогов Баварии и Саксонии — соперников германской королевской династии Гогенштауфенов. Принято считать, что к гвельфам по большей части принадлежало купечество, торговцы и ремесленники, хотя среди них было немало и аристократов (собственно, в то время — единственное сословие, способное обеспечить эффективное функционирование вооружённых сил).
Гибелли́ны (итал. ghibellini, нем. Ghibellinen / Waiblinger) — враждовавшая с гвельфами политическая группировка XII—XIV веков, приверженцы императора. Название «гибеллины» пошло от латинизированного названия одного из замков Штауфенов — Гаубелинг (нем. Waiblingen, Вайблинген). По уточнённой версии, название «гибеллины» произошло от боевого клича Hie Welf, Hie Waibling, во время сражения при Вейнсберге в 1140 году между Конрадом III и Вельфом VI. Принято считать, что к гибеллинам по большей части принадлежала феодальная знать.
Борьба между гибеллинами и гвельфами проходила на фоне борьбы между папством и империей за господство на Апеннинском полуострове.

## История
- Герб гибеллинской итальянской семьи Гайоли
- Герб гвельфской семьи Роберти

Знаком гибеллинов была белая роза или красная лилия. Приверженцы определённой группировки могли обозначать свои взгляды покроем платья и цветом аксессуаров, и даже устанавливали особые традиции в манере резать хлеб и фрукты или снимать шляпу.
При Фридрихе I и Генрихе VI y Гогенштауфенов не было партийных противников; борьба против них происходила только в малолетстве Фридриха II, и затем позже сторонники папы в Германии выбрали при жизни Фридриха другого императора, «поповского короля» Генриха Распе.
Главной ареной борьбы гибеллинов с гвельфами была Италия. Еще в XI веке, во время борьбы императора Генриха IV с папой Григорием VII, император имел здесь сторонников. В XII веке, при Фридрихе I, сторонники императора защищали старинную связь Италии с империей против борцов за национальную независимость, которым покровительствовал папа; такое же значение отчасти имела борьба и при Генрихе VI и Фридрихе II (есть сведения, что в 1215 г. во Флоренции впервые появилось название ghibellino).
Но весьма рано гибеллинство сделалось только знаменем, которое служило при борьбе самых разнообразных интересов. Под этим знаменем большие города вели борьбу с менее значительными и друг с другом, дворянство — с гражданами и между собой, богатые граждане (popolo grasso) с бедными (popolo minuto), община — с тиранами, тираны — друг с другом и с папой. Так, в северной Италии гвельфский Милан боролся с гибеллинской Павией; в Тоскане противники гвельфской Флоренции — Пиза, Сиена, Лукка и Ареццо — придерживались гибеллинства. К гибеллинам принадлежала обыкновенно феодальная аристократия, хотя и в этой среде были гвельфские фамилии. Республики чаще всего принадлежали к партии гвельфов; поэтому тираны в большинстве случаев были гибеллинами.
Руководясь местными и временными интересами, итальянские города переходили иногда из одной партии в другую. Наиболее ревностным и постоянным противником гибеллинства был Анжуйский дом в Неаполе, завладевший итальянским наследством Гогенштауфенов. Наоборот, Милан, служивший центром гвельфской партии при Гогенштауфенах, с усилением Висконти стал опорой гибеллинов; Флоренция, теснимая Миланом, твердо держалась гвельфской партии и в XIV веке завела настоящую инквизицию против гибеллинов (ammonistro), в интересах внутреннего порядка. Венеция держалась в стороне от борьбы партий и только по временам принимала ту или другую сторону. Рим, покинутый папами, переходил иногда на сторону гибеллинов. Наибольшей приверженностью к гибеллинству отличались тираны северной Италии и Церковной области — Каррары в Падуе, Скалигеры в Bepoне, д'Эсте в Ферраре, Монтефельтро в Урбино — потому что от императоров они получали санкцию своих захватов.
Но в общем связь гибеллинов с императорами была весьма слабой и по временам совершенно прекращалась. Так, борьба шла в малолетство Фридриха II, когда папа был на стороне императора; она продолжалась и после падения Гогенштауфенов, когда Италия 50 лет не видала императора. В 1273 г. папа Григорий X сказал, что никто более не понимает смысла названия «гибеллины».
С походами Генриха VII, Людовика Баварского и Карла IV гибеллинство ожило, и Данте был его последним теоретиком; но на практике местные силы старались воспользоваться императором для своих целей, и при неудаче гибеллины соединялись против него с гвельфами.
В 1334 году папа Бенедикт XII особой буллой запретил названия и гибеллинов, и гвельфов; но эта мера не прекратила борьбы. Только к XV веку, когда почти во всех итальянских городах установилась тирания, деспотизм положил конец борьбе этих партий.

## Стороны конфликта
| Главные города гибеллинов                                                                               | Главные города гвельфов                                                                             | Города, в разное время поддерживавшие обе партии                                                     |
| --- | --------------------------------------------------------------------------------------------------- | --- |
| Ареццо Ассизи Гроссето Комо Мантуя Модена Павия Пиза Пистоя Сполето Терни Урбино Фабриано Фолиньо Форли | Акуила Алессандрия Анкона Болонья Брешиа Крема Кремона Лекко Милан Орвието Перуджа Фаенца Флоренция | Асти Бергамо Верона Виченца Генуя Губбио Лоди Лукка Падуя Парма Пьяченца Прато Сиена Тревизо Феррара |

## В культуре

### В творчестве Данте
Борьба гвельфов и гибеллинов нашла отражение в поэме «Божественная комедия» (1307—1321) знаменитого флорентийца Данте Алигьери, современника и участника событий.
Симпатии к гвельфам или к гибеллинам породили во флорентийских нобилях партии Белых, приверженцев императора, и Чёрных, приверженцев папы. В 1302 году, после победы Чёрных, белый гвельф Данте подвергся изгнанию и никогда более не возвращался на родину. 
После опубликования буллы «Unam Sanctam» (Единой, Святой) папа Бонифаций VIII стал врагом всех белых гвельфов. В нём Данте видел ненавистника вольной Флоренции и главного виновника своего изгнания. Поэт хулит его устами Чакко (А., VI, 69), Николая III (ст. 55-57), Гвидо да Монтефельтро (А., XXVII, 70-111), Бонавентуры (Р., XII, 90), Каччагвиды (Р., XVII, 49-51), апостола Петра (Р., XXVII, 22-27) и Беатриче (Р., XXX, 148). Он помещает Бонифация в восьмой круг ада как симониста.

### В творчествеНикколо Макиавелли
Макиавелли в XX главе своего трактата «Государь» упоминает о конфликте Guelfe e Ghibelline, который старались разжечь венецианцы, чтобы упрочить свою власть над городами.
В «Истории Флоренции» описано противостояние двух партий как в масштабах Италии, так и во Флоренции.

### В творчествеШекспира
Если рассматривать литературу Англии, то ярче всего конфликт Гвельфов и Гибеллинов отражён в произведении «Ромео и Джульетта».
Две равноуважаемых семьи

В Вероне, где встречают нас события,

Ведут междоусобные бои

И не хотят унять кровопролития.

Друг друга любят дети главарей,

Но им судьба подстраивает козни,

И гибель их у гробовых дверей

Кладет конец непримиримой розни.

Их жизнь, любовь и смерть и, сверх того,

Мир их родителей на их могиле

На два часа составят существо

Разыгрываемой перед вами были.

Помилостивей к слабостям пера — 

Их сгладить постарается игра.
Между знатными веронскими семействами Монтекки и Капулетти (в английском оригинале — Монтегю и Капулет) идёт многовековая вражда. После перебранки слуг вспыхнула новая схватка между господами. Герцог Веронский Эскал после тщетной попытки восстановить мир между враждующими семьями объявляет, что отныне виновник кровопролития заплатит за это собственной жизнью.
Если интерпретировать сюжет, то можно прийти к выводу, что Ромео Монтекки принадлежит к партии Гибеллинов (на это указывает его дружба с Меркуцио), а Джульета Капулетти к партии Гвельфов, причём к Белым Гвельфам, так как назначено сватовство за герцога.

### В архитектуре
После того как в 1471 здание Успенского Собора Московского Кремля при землетрясении рухнуло («известь была неклеевита, а камень нетвёрд»), Иван III по совету Софьи Палеолог пригласил зодчих из Италии. Перед миланскими зодчими в 1480 году встал важный политический вопрос: какой формы следует делать зубцы стен и башен — прямые или ласточкиным хвостом? Дело в том, что у итальянских гвельфов были замки с прямоугольными зубцами, у гибеллинов — ласточкиным хвостом. Поразмыслив, зодчие сочли, что великий князь Московский уж точно не за папу. Таким образом, московский Кремль повторяет форму зубцов на стенах замков итальянских гибеллинов.